# Ijlil al-Qibliyya
Ijlil', ou Ijlil al-Qibliyya, ou encore al-Jalil, était un village palestinien arabe dans le sous-district de Jaffa en Palestine mandataire. Ses habitants ont été expulsés pendant la guerre entre Juifs et Arabes le 3 avril 1948.
En 1945, sa population était de 680 habitants, dont 210 juifs.

## Nom
Le nom d’Ijlil al-Qibliya vient du cheikh Salih 'Abd al-Jalil, dont le maqam se trouve dans le village.
Jelil signifie grand, illustre en arabe. En hébreu, il signifie district. al-Qibbliya signifie du sud : Ijlil al-Qibliyya signifie donc le village de l’illustre [Salih] du sud.

## Géographie
Ijlil al-Qibliyya est situé au sommet d’une colline à 13 km au nord-est de Jaffa, et à 100 mètres au sud-ouest de son village jumeau, Ijlil al-Shamaliyya ("Jilil du Nord").
Le site domine la mer à l’ouest et la plaine à l’est.

## Histoire

### Antiquité
Des fouilles archéologiques conduites entre 1977 et 1980 à Tell Makmish ont permis d’identifier cinq phases d’occupation du XVIIe siècle av. J.-C. et le VIIIe siècle, avec quatre abandons successifs.

### Période ottomane
Ijlil est un des quatre villages fondés à l’époque ottomane près de la côte au nord du Yarkon (avec les villages de Al-Shaykh Muwannis, Al-Haram et Umm Khalid). Selon l’historien Roy Marom, la fondation d’Ijlil « démontre que l’expansion du peuplement dans le Sharon du Sud est le résultat de l’accroissement démographique au centre du pays, dans les zones montagneuses de Samarie, et qu’il ne vient pas d’Égypte comme affirmé auparavant. ».
En juin 1870, le Français Victor Guérin visite les deux villages. Il les décrit comme un seul, qu’il appelle Edjlil, situé sur une colline et divisé en deux parties. Il a alors 380 inhabitants. Les maisons sont construites en pisé ou en graviers mélangés avec du limon. En 1870/1871 (1288 AH), un recensement ottoman place Ijlil le sous-district (Nahié de Bani Sa'b.
En 1882, le fonds d’exploration de la Palestine (PEF) produit un rapport où il décrit les deux villages, nommés El Jelil, comme un village de adobe, avec deux puits, l’un au nord et l’autre au sud. Un petit verger d’oliviers était situé au sud-est.

### Palestine mandataire

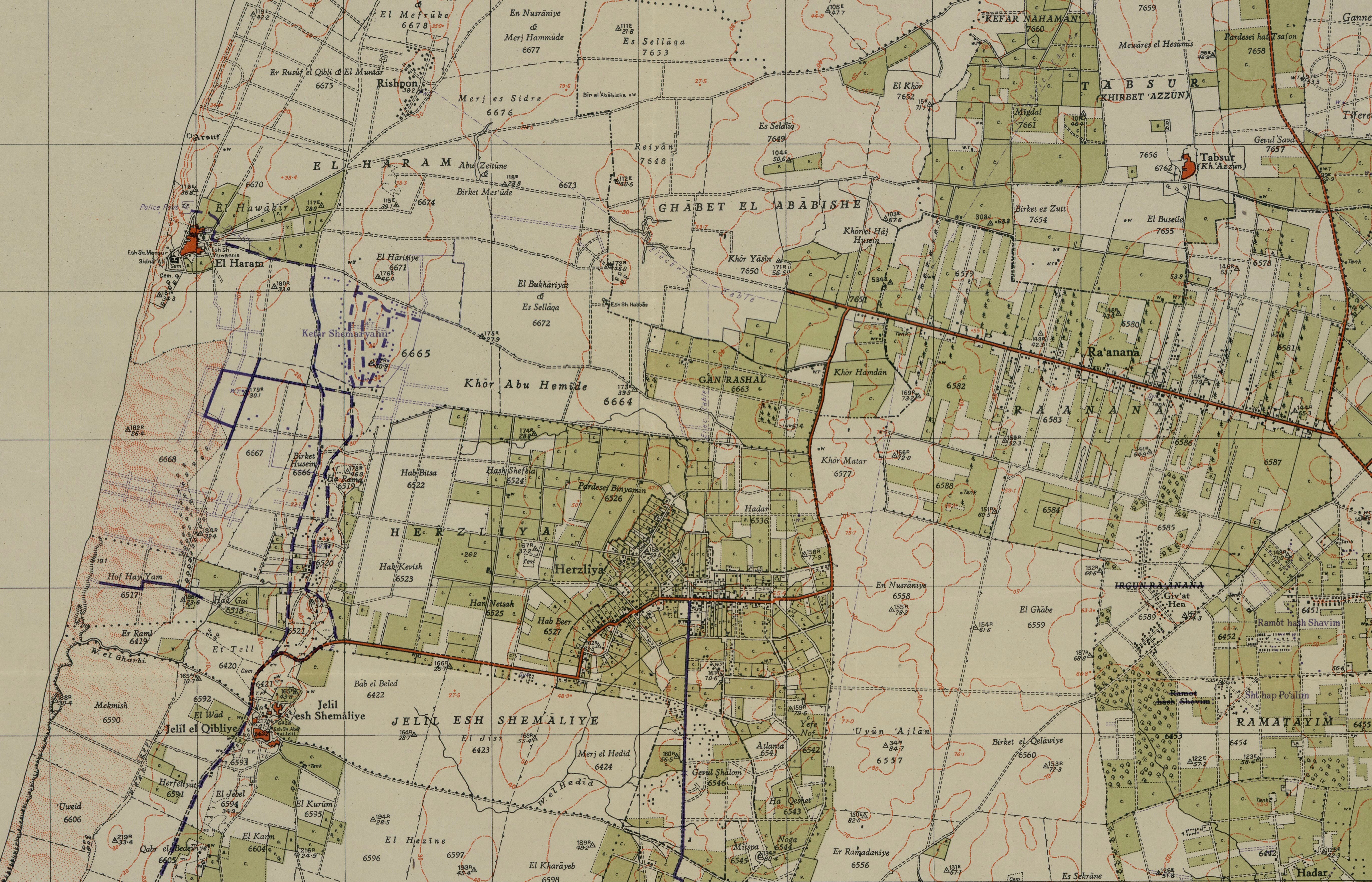
Ijlil al-Qibliyya 1942 1:20,000 (en bas à gauche de la carte).

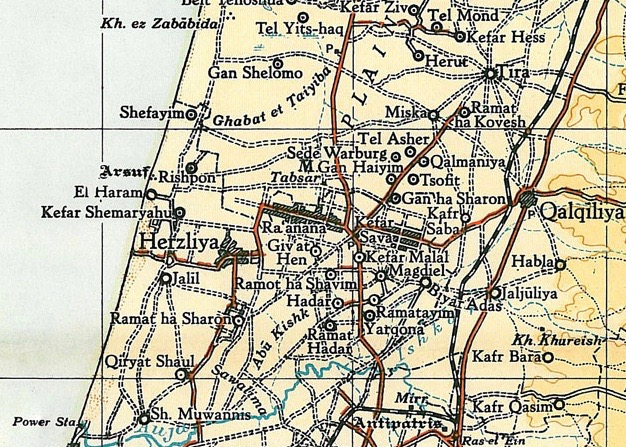
Ijlil al-Qiblilya 1945 1:250,000.

Dans le recensement de 1922, les deux Ijlil (appelés Jelil) avaient une population de 154 musulmans, augmentant en 1931 à 305 personnes, uniquement des musulmans.
En 1943, le kibboutz Glil Yam est installé sur des terres achetées au village par le fonds national juif. Dans les statistiques de 1945, la population de Ijlil al-Qibliyya est de 470 musulmans et 210 juifs, avec 8 692 dunams de terres appartenant aux Arabes et 5 980 aux Juifs, selon l’enquête officielle sur les terres et la population,. Sur les terres musulmanes, 923 dunams étaient plantés d’agrumes et de bananiers, 85 de plantations et de terres irriguées et 7 087 de céréales. Six dunams étaient construits,. Le kibboutz possédait aussi 521 dunams au village voisin d’Ijlil al-Shamaliyya. Les villageois pêchaient aussi en mer. En 1945, 64 enfants du village allaient à l’école du village voisin d’Ijlil al-Shamaliya.

### 1948 et conséquences
En décembre 1947 et janvier 1948, les chefs d’al-Shaykh Muwannis, Al-Mas'udiyya, Al-Jammasin al-Sharqi/Al-Jammasin al-Gharbi et les moukhtars d’'Arab Abu Kishk et des deux Ijlil rencontrent des représentants de la Haganah à Petah Tikva. Ces villages désiraient la paix, et promettent de ne pas abriter l’armée de libération arabe ou d’autres milices arabes. Ils promettent également, au cas où ils ne réussiraient pas à les éloigner des villages, de faire appel à la Haganah,.
À la mi-mars 1948, la brigade Alexandroni impose un blocus, ou quarantaine, aux villages d’al-Shaykh Muwannis, Abu Kishk et aux deux Ijlil. Mais, le 12 mars, les terroristes d’extrême-droite du Lehi kidnappent 5 notables d’al-Shaykh Muwannis. La confiance des villageois dans l’accord est compromise, et beaucoup partent, dont les habitants des deux Ijlil en demandant à leurs voisins juifs de surveiller leurs biens,. Selon l’histoire officielle de la Haganah, les villageois sont partis sur la pression des miliciens arabes. À ce moment, tout le pays entre Tel-Aviv et Herzliya est vidé de sa population arabe.
Le village abrite un des camps de concentration israéliens à partir du 26 mai 1948, destiné au prisonniers de guerre. Selon un reporter du New York Times, des milliers de prisonniers sont enfermés dans un camp de tentes. Parmi ceux-ci, la plupart n’étaient pas des combattants, mais des paysans palestiniens raflés par l’armée israélienne ; les maisons vidées du village sont aussi utilisées. Les prisonniers viennent de Jérusalem, de Zarnuqa, de al-Tantoura et de Jaffa. Au total, le camp, numéroté 791, avait une capacité de 4 200 prisonniers. Il était situé à l’emplacement actuel de l’échangeur HaSira. Après la fin de la guerre, il est utilisé comme ma'abarot, appelé Glilot d’après le nom des anciens villages. Le ma'abarot est rattaché à Herzliya après 1954, et finalement démantelé en 1960. L’ancien ma’abarot donne son nom à deux carrefours de l’autoroute 5, à une base de logement des forces de défense israéliennes (unité 8200), et à un centre commercial situé près du carrefour de Glilot ouest.
Les terres du village sont utilisées par la zone industrielle d’Herzliya, des bases militaires, le quartier de Ramat Hasharon ouest, Golan, Neve Rom, Neve Rasko.
En 1992, l’historien palestinien Walid Khalidi a eu du mal à retrouver le village, recouvert par un dépôt d’ordures,,.
En 2004, l’association Zochrot a organisé deux visites des villages d’Ijlil. D’anciens habitants ont été invités à témoigner